# Los éxitos de Argentino Ledesma
Los éxitos de Argentino Ledesma es un álbum grabado en el año 1973 por el cantor de tango Argentino Ledesma.
El material fue realizado después de finalizar el contrato que unía al cantor santiagueño con el sello EMI Odeon.
Fue lanzado por el sello Microfón y contó con arreglos y dirección orquestal del pianista y, por entonces, director musical del sello, Osvaldo Requena.
En 1990, con el comienzo del auge del CD en la Argentina, el sello se lanzó a la reedición de discos originales de los grandes intérpretes. Este material se editó en aquel año.

## Listado de temas
1. "Fumando espero"
2. "Silueta porteña"
3. "Cuartito azul"
4. "Muchacha"
5. "Pequeña"
6. "Fosforerita"
7. "Fueron tres años"
8. "Como regresa el día"
9. "Viajero sin amor"
10. "Vayamos a aquel bar"
11. "Como dos barcos de papel"
12. "Novia provinciana"

- Datos: Q5981309